# سيرف ميسا
باول أغيري (من مواليد 10 أبريل 2000)، المعروف باسمه الفني سيرف ميسا ، هو موسيقي إلكتروني أمريكي من سياتل. اكتسب شهرة واسعة لأغنية «ILY (I Love You Baby)» (2019)، وهي أغنية معاد تسجيلها لأغنية فرانكي فالي «Can't Take My Eyes Off You» (1967) التي اكتسبت شعبية كبيرة على تيك توك.

## ديسكغرفي

### ألبومات
| لقب      | تفاصيل                                                                                             |
| -------- | -------------------------------------------------------------------------------------------------- |
| غرفة نوم | - تاريخ الإصدار: 19 أبريل 2019 - ضع الكلمة المناسبة: Surf Mesa - التنسيقات: التنزيل الرقمي والتدفق |

### الأغاني
| لقب                                                      | سنة  | مراكز الرسم البياني الذروة | مراكز الرسم البياني الذروة | مراكز الرسم البياني الذروة | مراكز الرسم البياني الذروة | مراكز الرسم البياني الذروة | مراكز الرسم البياني الذروة | مراكز الرسم البياني الذروة | مراكز الرسم البياني الذروة | مراكز الرسم البياني الذروة | مراكز الرسم البياني الذروة | الشهادات                                                               | البوم |
| لقب                                                      | سنة  | نحن </br>                  | أستراليا </br>             | AUT </br>                  | علبة </br>                 | FRA </br>                  | جير </br>                  | ITA </br>                  | NLD </br>                  | نيوزيلندي </br>            | المملكة المتحدة </br>      | الشهادات                                                               | البوم |
| -------------------------------------------------------- | ---- | -------------------------- | -------------------------- | -------------------------- | -------------------------- | -------------------------- | -------------------------- | -------------------------- | -------------------------- | -------------------------- | -------------------------- | ---------------------------------------------------------------------- | ----- |
| "Taken Away" (featuring Alexa Danielle)                  | 2019 | -                          | -                          | -                          | -                          | -                          | -                          | -                          | -                          | -                          | -                          |                                                                        |       |
| " ILY (I Love You Baby) " (featuring Emilee)             | 2019 | 23                         | 17                         | 5                          | 37                         | 12                         | 7                          | 34                         | 5                          | 16                         | 22                         | - ARIA : البلاتين - MC : بلاتينيوم - رينغيت ماليزي: الذهب - SNEP : ذهب |       |
| "في مكان ما" (featuring Gus Dapperton)                   | 2020 | -                          | -                          | -                          | -                          | -                          | -                          | -                          | -                          | -                          | -                          |                                                                        |       |
| "Carried Away" (with ماديسون بير)                        | 2021 | -                          | -                          | -                          | -                          | -                          | -                          | -                          | -                          | -                          | -                          |                                                                        |       |
| تشير "-" إلى الإصدارات التي لم يتم رسمها في هذه المنطقة. |      |                            |                            |                            |                            |                            |                            |                            |                            |                            |                            |                                                                        |       |